# Geocriologie
Geocriologia este o disciplină științifică care se ocupă atât cu studiul proceselor (fizice, geologice, geomorfologice și hidrogeologice) legate de acțiunea înghețului și dezghețului, în regiunile cu îngheț peren sau periodic, cu particularitățile solurilor și rocilor corespunzătoare, cât și cu repartiția lor teritorială.